# Parc national de la Forêt-Noire
Le parc national de la Forêt-Noire (en allemand Nationalpark Schwarzwald) est un parc national situé dans le land du Bade-Wurtemberg, en Allemagne. Il existe juridiquement depuis le 1er janvier 2014 mais son inauguration a eu lieu le 3 mai 2014. Le parc s'étend sur une surface de 10 062 hectares. Il se situe dans la moitié nord du massif de la Forêt-Noire du Nord, entre la Schwarzwaldhochstraße (route des crêtes de la Forêt-Noire) et la vallée de la Murg. 

## Histoire
Le parc est constitué de deux zones distinctes : la zone du Ruhestein (7 615 hecrares) et la zone du Hoher Ochsenkopf (2 447 hectares). La création du parc national de la Forêt-Noire fut controversée ; l’industrie du bois, la CDU, le FDP et une partie de la population de la Forêt-Noire y étaient opposés tandis que les Verts et le SPD militaient en sa faveur.[pourquoi ?]

## Localisation
La partie nord de la région, le Haut Ochsenkopf / Plättig, comprend la haute vallée du Schwarzenbach et les régions autour du Haut Ochsenkopf (1 055 m d'altitude) au centre, le Mehliskopf (en)(1 008 m) à l'ouest, le Badener Höhe (en) (1 003 m) au nord et le Nägeliskopf (994 m) à l'est. Le point le plus bas et le plus à l'est de ce parc se trouve au confluent des ruisseaux Schwarzbach et Raumünzach, à une altitude légèrement inférieure à 500 m. Sont exclus le village de Herrenwies ainsi que des zones plus petites autour du Plättig, du Sand et de l'auberge de jeunesse de Badener Höhe. Au nord-est, elle est limitrophe du lac de retenue de Schwarzenbach et à l'ouest de la Bühlerhöhe, au-delà de la Haute Route de la Forêt-Noire. La plus grande partie de la forêt domaniale appartient ici à la municipalité de Forbach (dans le comté de Rastatt). Les villes de Bühl (Rastatt) et de Baden-Baden possèdent d'autres forêts communales dans la région du Plättig.
La majeure partie de la zone de Ruhestein s'étend jusqu'à une altitude d'environ 1150 m près de Dreifürstenstein dans la région du sommet le plus au sud-est du Hornisgrinde, la plus haute montagne du nord de la Forêt-Noire. Les autres sommets sont la tête d'oiseau le Vogelskopf (ceb) (1 056 m) et le Schliffkopf (1 054 m) à l'ouest, le Seekopf (1 054 m) au nord-ouest, le Riesenköpfle (1 001 m) au centre, le Leinkopf (992 m) au nord et le Großhahnberg (940 m) au nord-est. Dans cette partie sud du parc national se trouvent les ombilic glaciaire du Wildsee, du Huzenbacher See et du Buhlbachsee, ainsi que la haute vallée de la Schönmünz et les cours supérieurs de la Murg, de la Rechtmurg et de la Rotmurg et d'autres affluents de la Murg. Sur le versant ouest du Schliffkopf, cette sous-région s'étend jusqu'aux chutes de la Toussaint, où elle atteint son point le plus bas et le plus à l'ouest à une altitude d'environ 500 m. Sont exclus de la zone de Ruhestein, le Ruhestein lui-même avec ses deux pistes de ski et le Grand tremplin de ski de Ruhestein, la cabane Darmstädter, l'hôtel Schliffkopf, le pavillon de chasse Rotmurg, le hameau de Schonmünz (Volzenhäuser) et d'autres petites zones. Les terres forestières domaniales appartiennent ici principalement à la commune collective de Baiersbronn (dans le comté de Freudenstadt), d'autres éléments appartiennent à Oppenau, Ottenhöfen et Seebach (dans le comté d'Ortenaukreis).
Le parc couvre une superficie de 10 062 hectares, dont 2 447 hectares dans le Haut Ochsenkopf/Plättig et 7 615 hectares autour du Ruhestein. Les deux zones sont séparées par la paroisse de Hundsbach, à Forbach. Le sentier Lotharpfad, qui montre les dommages laissés par la tempête Lothar en 1999, est l'une des attractions du parc.

## Galerie

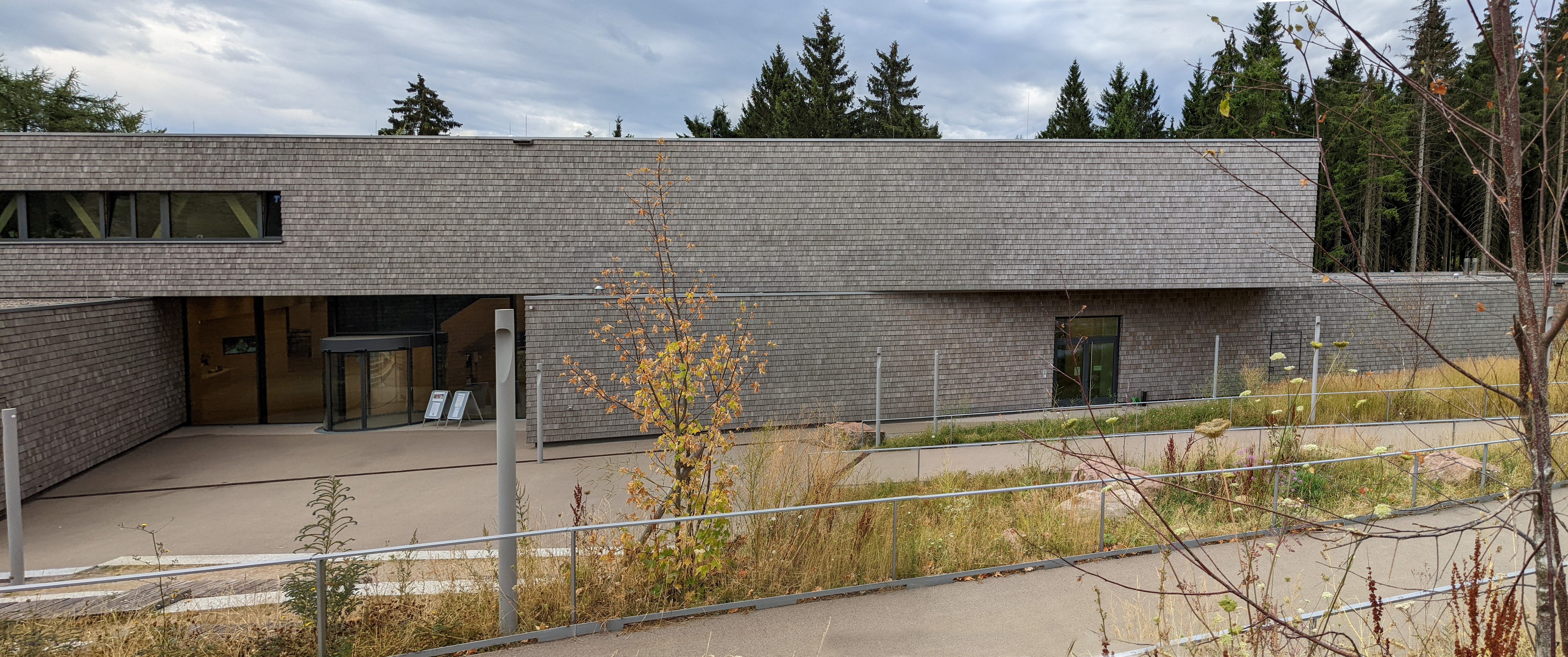
Centre du parc national de la Forêt-Noire sur le Ruhestein
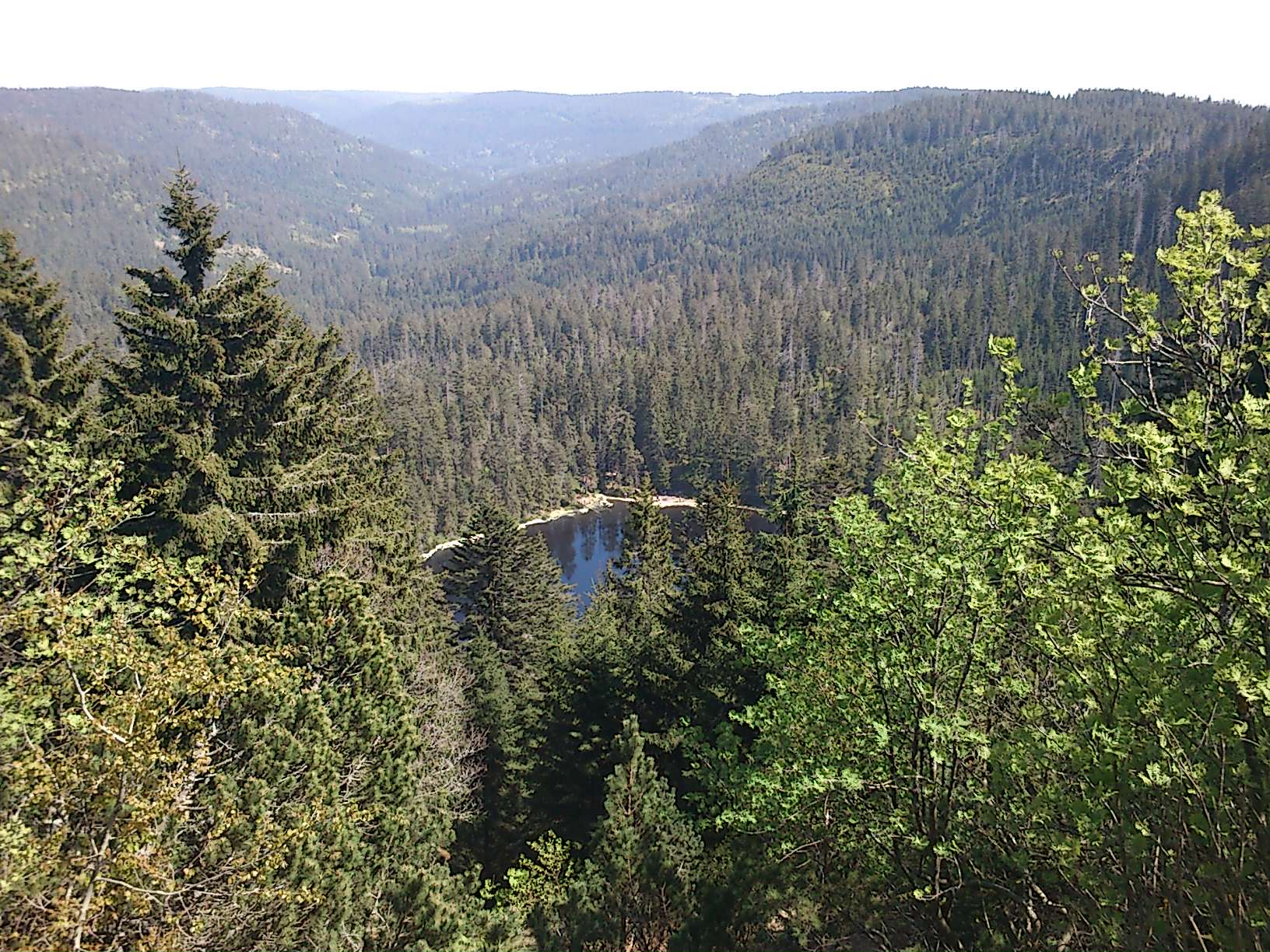
Vue du Parc
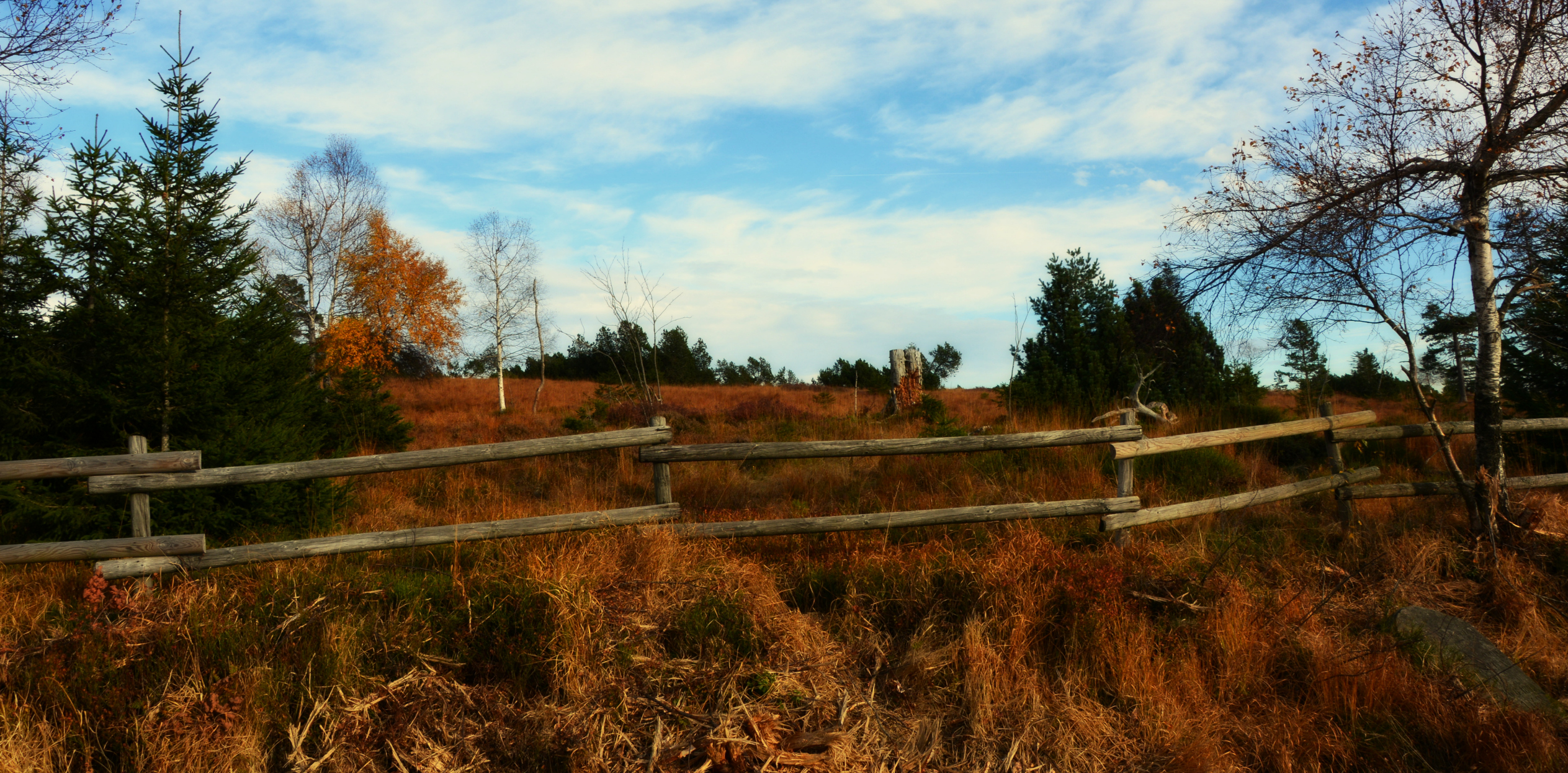
paysage
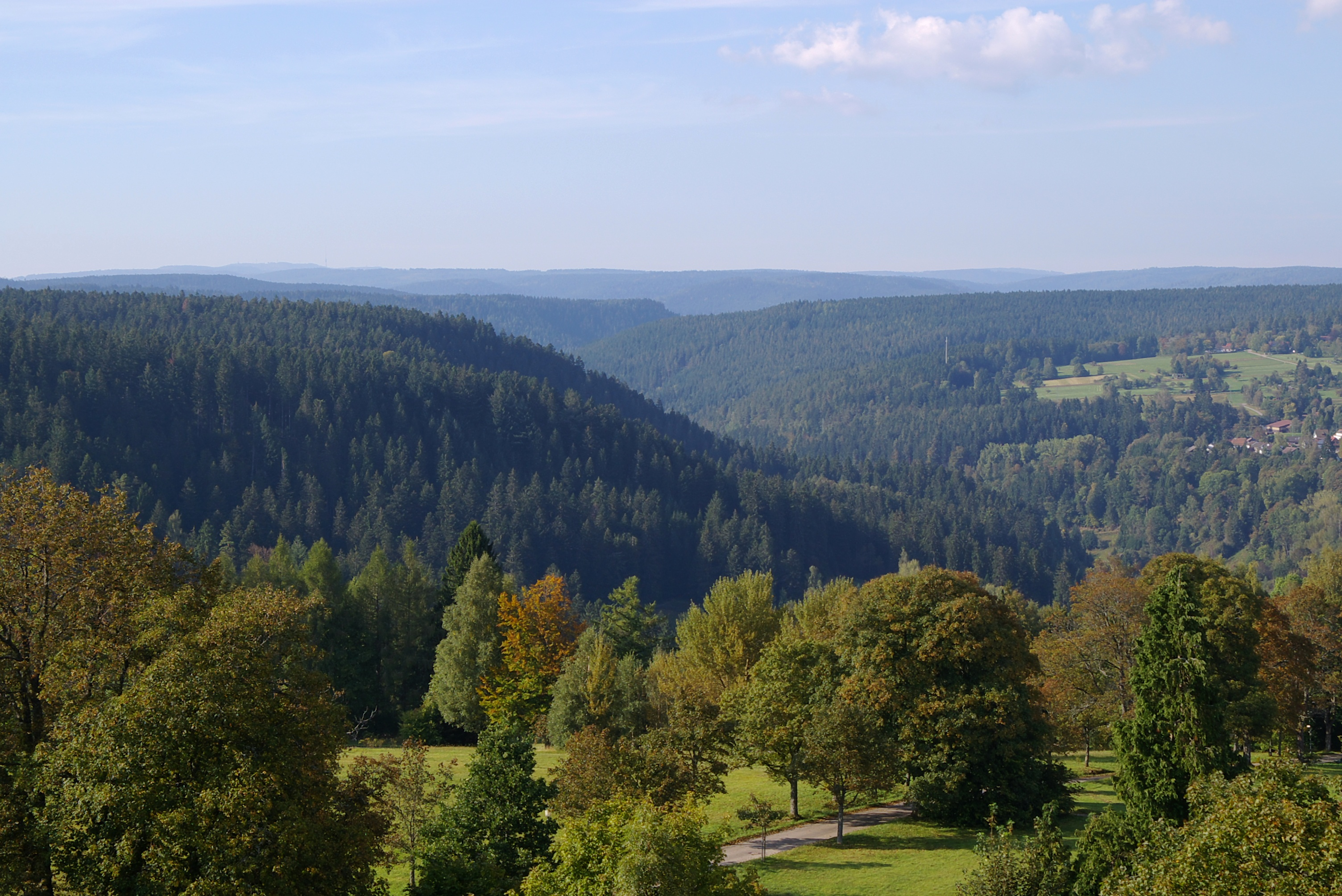
Panorama
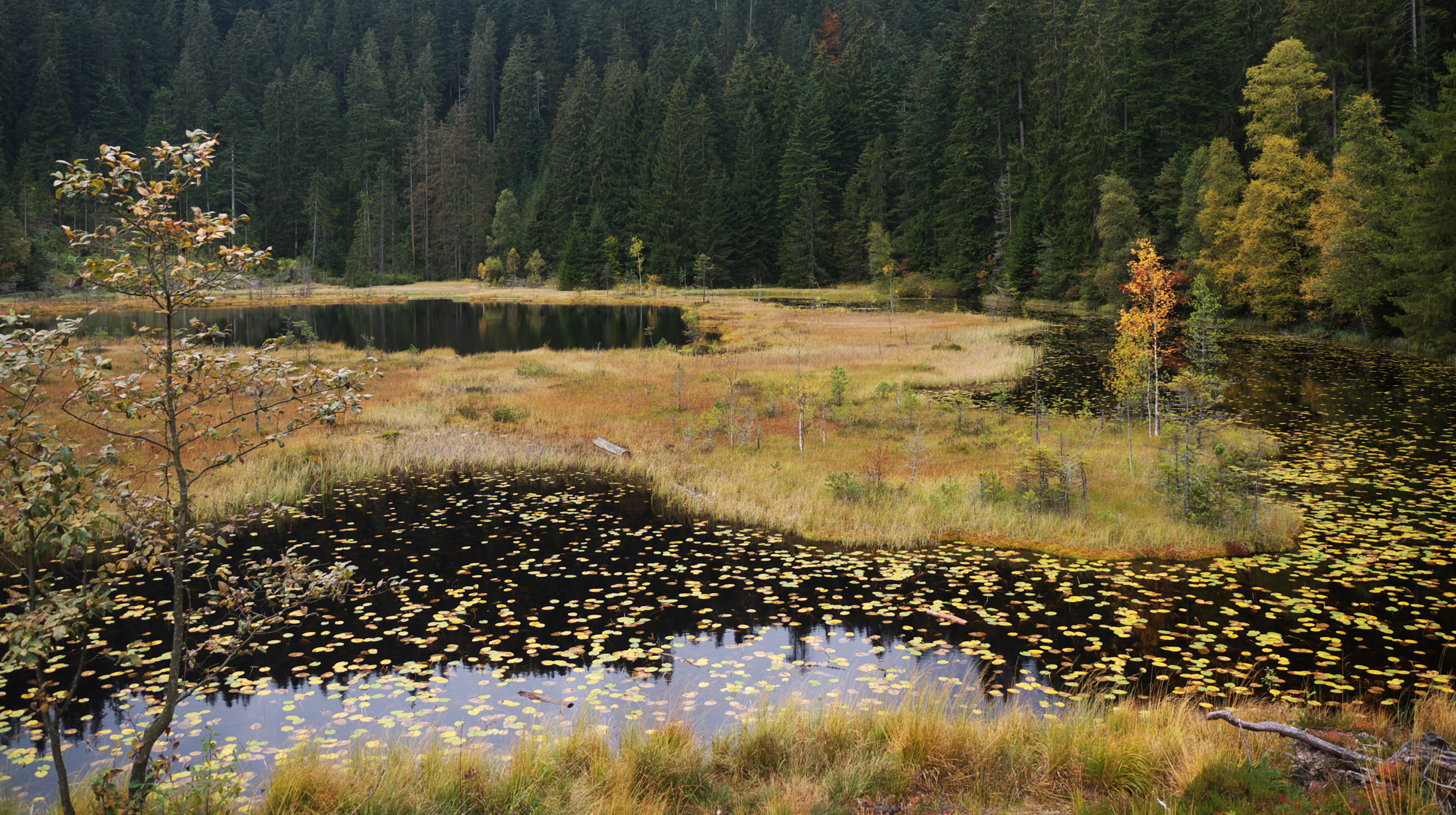
Plan d'eau